# Schoepfia tepuiensis
Schoepfia tepuiensis är en tvåhjärtbladig växtart som beskrevs av J.A.Steyermark. Schoepfia tepuiensis ingår i släktet Schoepfia och familjen Schoepfiaceae. Inga underarter finns listade i Catalogue of Life.